# David Lappartient
David Lappartient (født 31. maj 1973 i Pontivy) er en fransk politiker fra Les Républicains, og siden 2017 præsident for Union Cycliste Internationale (UCI).